# Nérondes
Nérondes je naselje in občina v osrednjem francoskem departmaju Cher regije Center. Leta 1999 je naselje imelo 1.618 prebivalcev.

## Geografija
Kraj leži v pokrajini Berry 32 km jugovzhodno od Bourgesa. Na ozemlju občine se nahajata izvira rek Vauvise in Airain.

## Uprava
Nérondes je sedež istoimenskega kantona, v katerega so poleg njegove vključene še občine Blet, Charly, Cornusse, Croisy, Flavigny, Ignol, Lugny-Bourbonnais, Menetou-Couture, Mornay-Berry, Ourouer-les-Bourdelins, Saint-Hilaire-de-Gondilly in Tendron s 4.748 prebivalci.
Kanton Nérondes je sestavni del okrožja Saint-Amand-Montrond.

## Zanimivosti
- cerkev sv. Štefana iz 12. stoletja,
- grad château de Verrières iz 13. stoletja.